# اللجنة البارالمبية الليبية

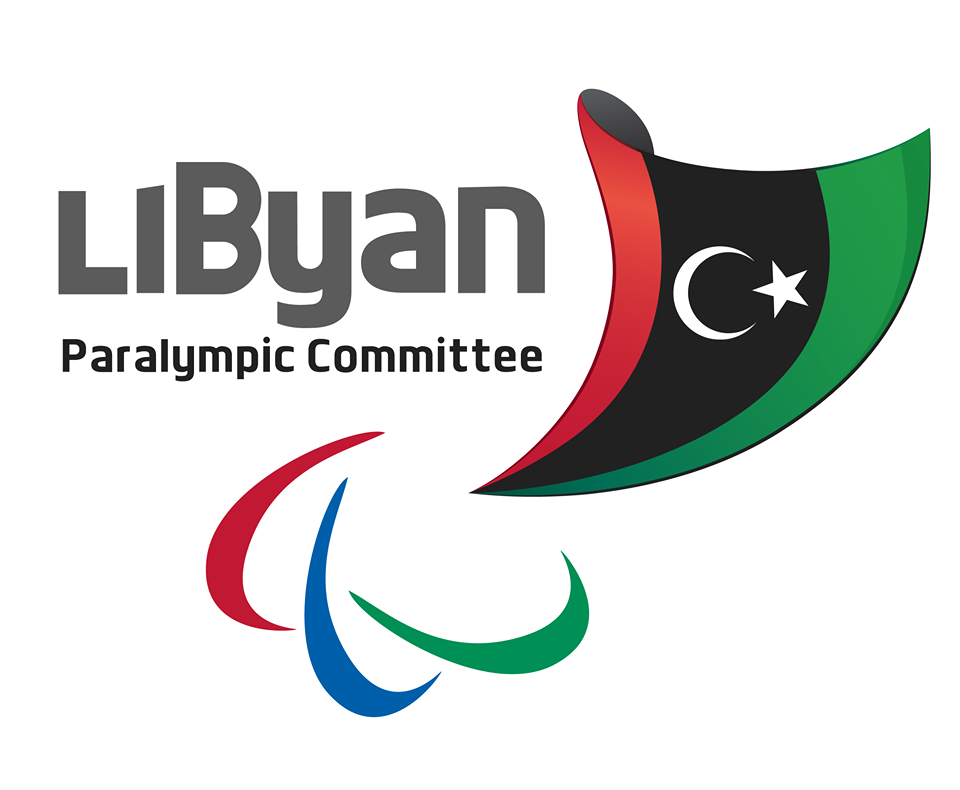
شعار اللجنة البارالمبية الليبية

اللجنة البارالمبية الليبية أو الاتحاد العام الليبي لرياضات لذوي الإعاقة تأسس في سنة 1981. ومنذ تاريخ تأسيسه وهو يؤدي رسالته في ترييض شريحة المعاقين بمختلف فئات إعاقاتهم ودمجهم في المناشط الرياضية التي تناسبهم كل حسب إعاقته، وتوجد عشرة اتحادات فرعية لرياضة المعاقين بالإضافة إلى نادى واحد تقوم بتنفيذ برامج الاتحاد العام على مدار السنة تأكيدا على أهمية هذه الرياضة وفوائدها خاصة لهذه الشريحة من المجتمع وهذه الاتحادات الفرعية .
من خلال المؤسسات الاجتماعية ومراكز المعاقين والنوادى يتم تكوين الفرق الرياضية في مختلف الرياضات وقد أفرزت هذه المؤسسات الاجتماعية والمراكز والنوادى العديد من العناصر الرياضية المتفوقة والتي مثلت ليبيا في المحافل الرياضية الدولية وأحرزت القلائد والمراتب المتقدمة ومن خلال التعاون بين صندوق الضمان الاجتماعي واللجنة الشعبية للهيئة العامة لصندوق التضامن الاجتماعي واللجنة الأولمبية الليبية يكون بالإمكان دعم هذه الرياضة والتي هي بحاجة إلى تعاون هذه الأطراف لكي يستطيع الاتحاد العام أن ينفد برامجه الرياضية للمعاقين في مختلف الإعاقات والرياضات التي تناسبهم .. ولا ننسى خصوصية هذه الرياضات واحتياجاتها من أجهزة ومعدات رياضية ومساعدة وغيرها وينظم الاتحاد العام المسابقات والبطولات وفق الرياضات المعتمدة من قبل الاتحادات الدولية المتخصصة بكل فئة إعاقة على حدة .
فئات المعاقين في اللجنة البارألمبية الليبية
1. الكفيف.
2. الحركية.
3. الصم وضعف السمع.
4. القدرات ذهنيه.

## المشاركات الدولية
أهم المشاركات الدولية والإقليمية للجنة البارألمبية الليبية:
- بطولة العالم للمعاقين حركياً ببريطانيا (1990).
- بطولة ألعاب السلام بالمغرب (1991).
- دورة الألعاب الأفريقية الأولى للمعاقين بمصر(1991).
- البطولة العربية الأفريقية بتونس (1995).
- البطولة المغاربية الأولى لكرة السلة على الكراسي المتحركة بالمغرب (1995).
- البطولة العربية الأفريقية للمعاقين بمصر(1995).
- دورة الألعاب الأولمبية للمعاقين بأمريكا أتلانت (1996).
- البطولة العربية الأفريقية لألعاب القوى بتونس(1997).
- البطولة المغاربية لكرة السلة على الكراسي المتحركة بالجزائر (1997).
- بطولة أفريقيا لكرة السلة على الكراسي المتحركة بمصر(1998).
- دورة الألعاب الأولمبية للمعاقين بسدني (2000).
- بطولة أفريقيا لكرة القدم للصم وضعاف السمع بمصر(2001).
- البطولة العربية والأفريقية لكرة الهدف للمكفوفين بالجزائر (2001).
- البطولة العربية بمصر ( 2007 ).
- أولمبياد اتينا ( 2004).
- أولمبياد بكين ( 2008 ).
- أولمبياد لندن ( 2012 ).
- أولمبياد ريو (2016).